# Ишманово
Ишманово — деревня в Ярославском районе Ярославской области России. В рамках организации местного самоуправления входит в Кузнечихинское сельское поселение; в рамках административно-территориального устройства включается в Глебовский сельский округ.

## География
Расположена на берегу реки Ить в 14 километрах к северу от центра поселения деревни Кузнечиха и в 21 километрах к северу от центра Ярославля.

## История
В конце XIX — начале XX века деревня являлась центром Ишмановской волости (позднее — в составе Малаховской волости) Романово-Борисоглебского уезда Ярославской губернии.
С 1929 года деревня входила в состав Доровского сельсовета Ярославского района, в 1946—1957 годах — в составе Толбухинского района, с 1954 года — в составе Глебовского сельсовета, с 2005 года — в составе Кузнечихинского сельского поселения.

## Население
| 1859 | 2002 | 2010 |
| ---- | ---- | ---- |
| 49   | ↘15  | ↘14  |